# Ahli al-Khalil
Ahli al-Khalil (arabisch أهلي الخليل) ist ein palästinensischer Fußballklub mit Sitz in der Stadt Hebron.

## Geschichte
Der Klub soll im Jahr 1974 gegründet worden sein und er taucht erstmals in der Tabelle der West Bank First League im Jahr 1984 auf.
Mindestens ab der Saison 2005/06 spielte er dann in der West Bank Premier League. Nach einer Verkleinerung der Liga rutschte der Klub zur Saison 2009/10 dann in die zweitklassige Division B ab. Aus dieser gelang es mit 48 Punkten nach der Spielzeit 2011/12 über den ersten Platz dann wieder in die höchste Spielklasse aufzusteigen.
Der Klub gewann den Palestine Cup der Ausgabe 2015 und qualifizierte sich somit für den AFC Cup 2016. Mit fünf Punkten schied man hier als Dritter nach der Gruppenphase aus. Auch den Cup der Ausgabe 2016 konnte man danach noch einmal gewinnen. Ein drittes Mal hintereinander gelang der Gewinn des Palestine Cup in der Ausgabe 2017 aber nicht mehr.
Nach der Spielzeit 2020/21 stieg die Mannschaft mit 21 Punkten als Vorletzter dann aus der Premier League ab. In der First Division gelang aber mit 43 Punkten der direkte Wiederaufstieg in der Spielzeit 2021/22.

## Erfolge
- West Bank Premier League
  - Vizemeister: 2017/18